# Megapulvinaria orientalis
Megapulvinaria orientalis är en insektsart som först beskrevs av Reyne 1963.  Megapulvinaria orientalis ingår i släktet Megapulvinaria och familjen skålsköldlöss.
Artens utbredningsområde är Thailand. Inga underarter finns listade i Catalogue of Life.